# Max Ernst zu Solms-Rödelheim
Max Ernst Wilhelm Graf zu Solms-Rödelheim (* 16. Mai 1910 in Straßburg; † 6. Juni 1993 in Göttingen) war wie sein bekannterer Onkel Max Graf zu Solms ein deutscher Soziologe. Er lehrte als Professor an der Hochschule für Arbeit, Politik und Wirtschaft in Wilhelmshaven und an der Universität Göttingen.

## Leben
Max Ernst Graf zu Solms-Rödelheim wurde in Straßburg als Kind von Ernst Graf zu Solms-Rödelheim-Assenheim (1868–1920) und Anna Gräfin von Platen-Hallermund (1874–1937) geboren. Sein Vater war Professor für Soziologie an der Universität Straßburg, der 1919 nach der Abtretung Elsass-Lothringens seinen Posten verlor und im Arbeitsamt arbeitete, sein Bruder der Psychiater  Wilhelm zu Solms-Rödelheim.
Der aus einem hessischen Adelsgeschlecht stammende Solms-Rödelheim studierte in Köln, Frankfurt am Main (hier 1931 politisches Engagement in der Roten Studentengruppe und Bekanntschaft mit Wolfgang Abendroth) und an der Universität Heidelberg. Dort wurde er 1938 bei Carl Brinkmann mit einer Arbeit über die Folgen der Industrialisierung für die Landbevölkerung promoviert und anschließend bis 1941 am dortigen Institut für Sozial- und Staatswissenschaften beschäftigt (siehe auch: Willi Hüfner). Als Stipendiat der Reichsarbeitsgemeinschaft für Raumforschung (RAG) bearbeitete Max Ernst Graf zu Solms-Rödelheim 1940/41 Forschungsaufträge über nordbadische Agrar- und Siedlungsprobleme, was als „kriegswichtige Forschung“ galt und zu einer mehrjährigen Verzögerung der Einberufung zum Kriegsdienst führte. 1941 war er zudem für ein knappes Jahr Betriebsprüfer beim „Generalbevollmächtigten für das volks- und reichsfeindliche Vermögen“ in Straßburg. Als Soldat begann er dann schließlich während eines Lazarettaufenthalts mit der Arbeit an seiner Habilitationsschrift „Die Frage der Aussagekraft von Max Webers Protestantismusthese. Eine kritische Untersuchung anhand der Mülhauser Industriegeschichte.“
Von 1946 bis 1949 war Solms-Rödelheim wieder Assistent am Heidelberger Institut und gleichzeitig Lehrbeauftragter an der Wirtschaftshochschule Mannheim. 1949 wechselte er an die Hochschule für Arbeit, Politik und Wirtschaft in Wilhelmshaven, wo er nach seiner Habilitation 1951 zum Professor für Soziologie ernannt wurde. Er gehörte zu den Förderern des Reformansatzes eines Studiums der Sozialwissenschaften als Mischfach. Ab 1962, nach Eingliederung der Hochschule in die Wirtschafts- und Sozialwissenschaftliche Fakultät der Universität Göttingen, lehrte Solms-Rödelheim dort bis zu seiner Emeritierung 1975.
Seine wissenschaftlichen Hauptinteressen galten der Kultur- und Religionssoziologie, der Wirtschafts- und Sozialgeschichte sowie der Soziographie.

## Schriften
- Mithrsg.: Aus den Schriften zur Religionssoziologie / Max Weber, Frankfurt am Main 1948